# Kingston (Ontario)
Pour les articles homonymes, voir Kingston.
Kingston est une ville canadienne de l'Ontario. Au recensement de 2011, sa région métropolitaine comptait 159 561 habitants.
Anciennement nommé Fort Frontenac, Kingston a été la première capitale du Canada-Uni de 1841 à 1844.
Bien que principalement anglophone, Kingston a été désignée région bilingue par le gouvernement provincial en 2009, ce qui assure aux francophones l'accès aux services dans leur langue.

## Situation
Kingston est située à la jonction du fleuve Saint-Laurent, du canal Rideau et du lac Ontario. La ville se trouve à 260 km de Toronto par l'autoroute 401 (l'autoroute Macdonald-Cartier), à 290 km de Montréal et à 180 km d'Ottawa.
Kingston constitue le terminus sud du canal Rideau, voie maritime mise en service pour relier le lac Ontario à la rivière des Outaouais.
Le chemin de fer Canadien National y passe.
L'ancienne municipalité de Kingston est traversée par la rivière Cataraqui à l'est et est bordée par la crique Cataraqui à l'ouest.
Kingston fait partie de la circonscription électorale de Kingston et les Îles.
La région métropolitaine compte 1 900 kilomètres carrés.

## Attraits
Kingston est une destination touristique populaire, entre autres parce qu'elle est située dans la région des Mille-Îles. Elle est surnommée la « ville du calcaire » (« limestone city ») en raison des nombreux bâtiments historiques faits à partir de la pierre locale.
Fondée en 1673, la ville compte de nombreux édifices historiques. À cause de son emplacement stratégique, Kingston est un lieu militaire d'importance. On y trouve notamment le Fort Henry, site patrimonial national. La base des Forces canadiennes de Kingston abrite aujourd'hui des unités de la force terrestre, l'École des communications et de l'électronique des Forces canadiennes, le Musée des communications des Forces canadiennes et le Collège militaire royal du Canada.

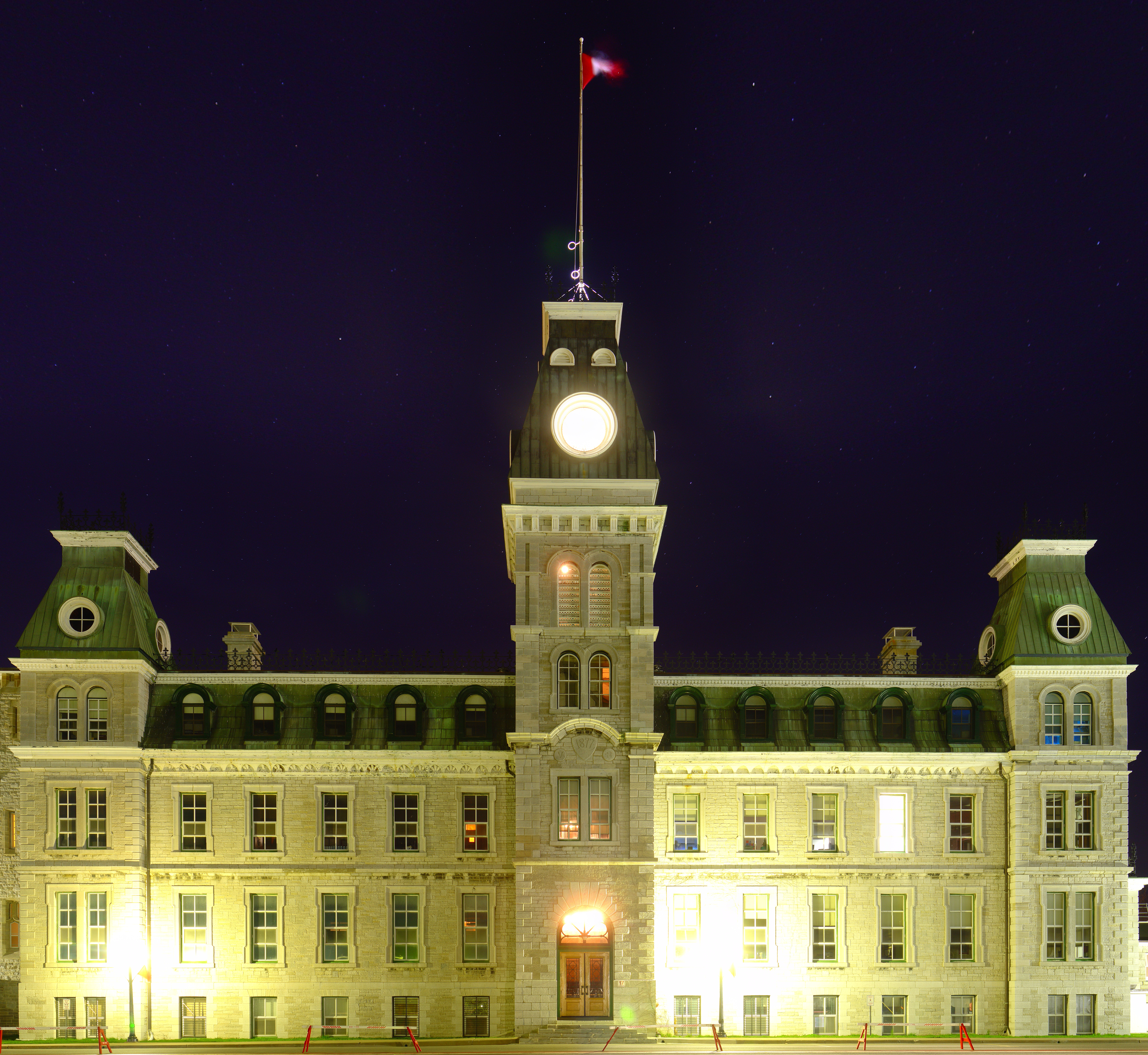
L'édifice Mackenzie au Collège militaire royal.

La ville est accessible par voie aérienne, avec l’aéroport Norman Rogers (CYGK), fondé en 1940, et qui accueille plus de 80 000 voyageurs par année. On peut également s'y rendre par train, avec Via Rail, et plusieurs marinas permettent de s'y rendre par voie maritime.
En plus de nombreux musées, Kingston abrite l'université Queen's, le Collège militaire royal du Canada ainsi que le St. Lawrence College. L'une des plus anciennes stations de radio du monde, CFRC, fait partie de l’université Queen's et tire son nom des « Célèbres champions de rugby du Canada » (« Canada’s Famous Rugby Champions »).
Le centre-ville y est animé et accueille plusieurs festivals d’importance chaque été, dont le festival Buskers (amuseurs de rue), le Limestone City Jazz Festival et le Kingston Blues Festival. De très nombreux hôtels et restaurants côtoient les commerces des principales rues du quartier historique : Princess, Brock, Queen, Ontario, King. Tout juste derrière l'hôtel de ville, on trouve le marché de Kingston, le plus vieux en Ontario, où les marchands convergent chaque fin de semaine et où est installée une patinoire publique en hiver.
La ville a accueilli les compétitions de voile pour les Jeux olympiques d'été en 1976. Kingston est célèbre pour ses conditions de voile exceptionnelles, et au mois d'août chaque année, des amateurs de voile de partout dans le monde s'y donnent rendez-vous pour le CORK (Canadian Olympic-training Regatta, Kingston). Il compte une équipe de hockey sur glace, les Frontenacs de Kingston.
Kingston compte plusieurs personnalités populaires canadiennes dans le domaine de la musique, notamment les Tragically Hip, Sarah Harmer, Bryan Adams, Hugh Dillon des Headstones et David Usher (autrefois de Moist).
Kingston reçoit régulièrement des mentions pour sa qualité de vie. En 2011, le magazine MoneySense classait la ville en quatrième position sur la liste des meilleurs endroits où vivre au Canada.
La ville est le siège d'un évêché catholique, l'archidiocèse de Kingston et de la cathédrale Sainte-Marie.

## Démographie
| 2001    | 2006    | 2011    | 2016    |
| ------- | ------- | ------- | ------- |
| 114 195 | 117 207 | 123 363 | 123 798 |

## Histoire

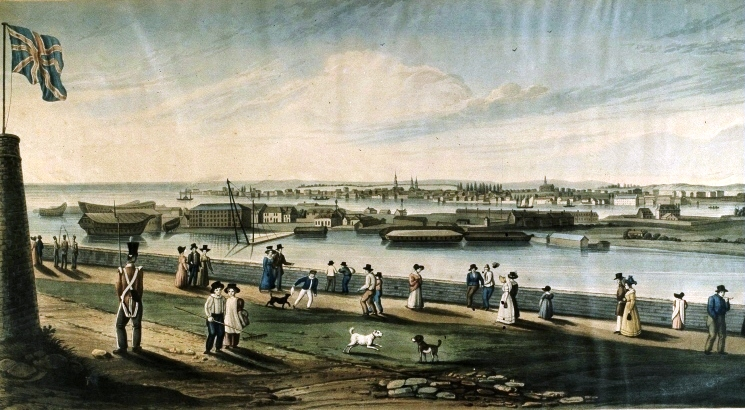
Kingston depuis le Fort Henry, 1828.

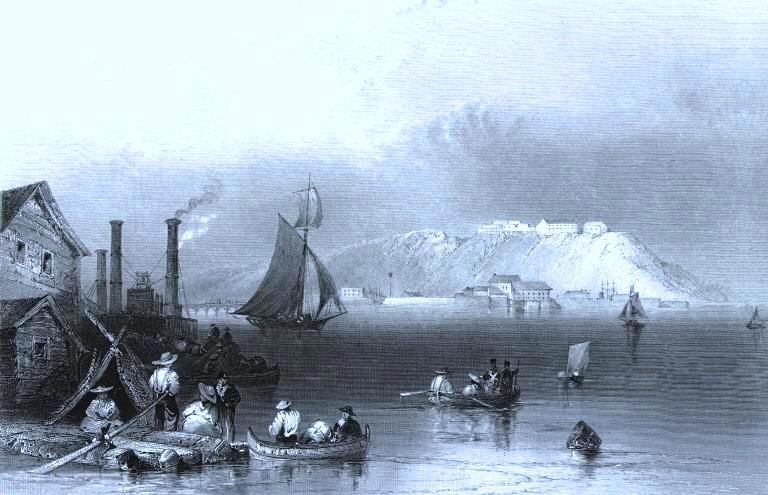
La citadelle de Kingston, vers 1840.

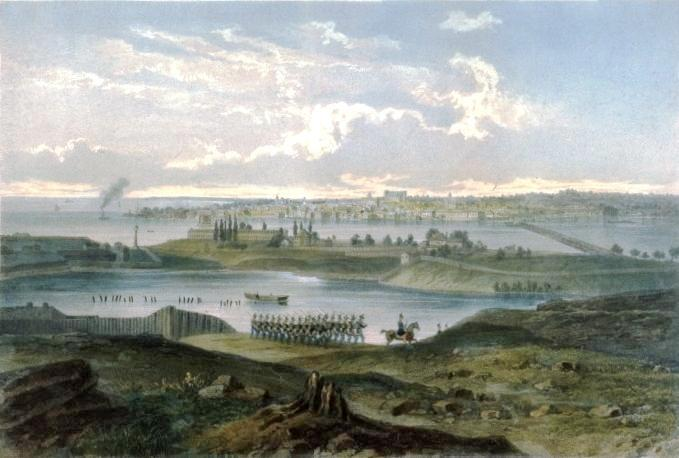
Kingston, 1851.

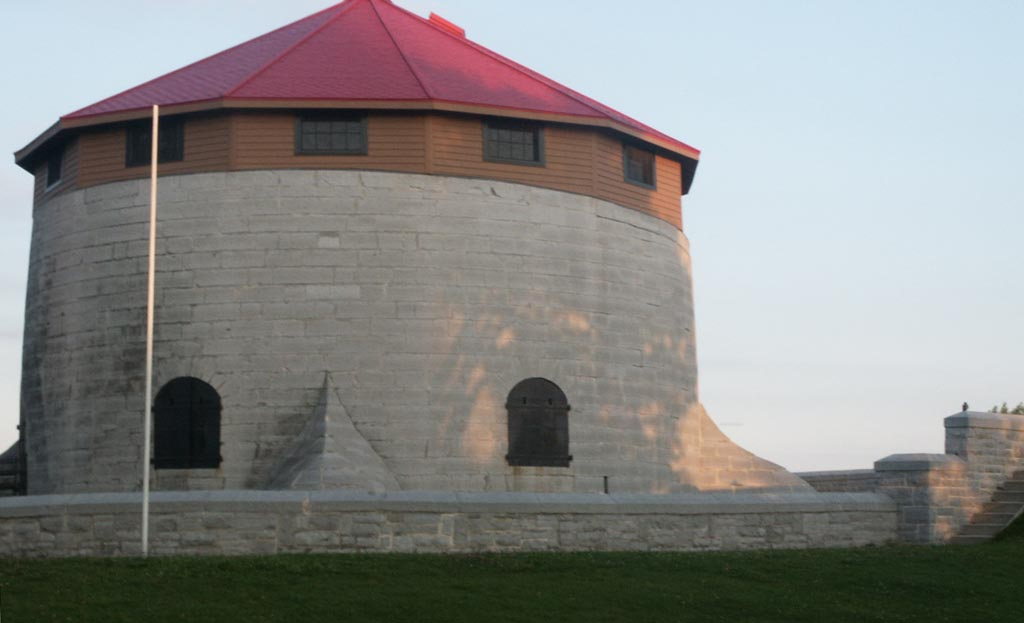
Tour Murney.

### Période archaïque
Des fouilles archéologiques indiquent la présence d'un peuplement dès la période archaïque, entre 7 000 et 1 000 ans avant notre ère. Les premières installations permanentes par des autochtones remontent au Xe siècle av. J.-C. Il semble qu'avant l'arrivée des Français, la région a d'abord été habitée par les Hurons-Wendats qu'ont déplacés les Iroquois. Lors de l'arrivée des Français, ceux-ci occupaient la rive nord du lac Ontario. Vers 1700, les Iroquois migrent vers le sud et la région est occupée par les Mississaugas, un sous-groupe des Anichinabés, provenant de la région des lacs Huron et Simcoe.

### Fort Frontenac
La colonisation française, surtout intéressée par le commerce des fourrures, cherchait à élargir le territoire
de chasse. C'est à cette fin que l'explorateur français Samuel de Champlain arrive dans la région en 1615. 
En 1673, afin d'établir sa présence sur le lac Ontario et de contrôler le commerce des fourrures, le gouverneur de la Nouvelle-France Louis de Frontenac fait construire un fort à l'emplacement actuel de la ville, nommé fort Cataraqui (anciennes orthographes : Cataracoui, Kataracouy) et renommé ensuite Fort Frontenac. Cavelier de la Salle en est le premier commandant et fait doubler la superficie du fort. L'endroit abritait en 1677 une quarantaine de Français, dont une douzaine de familles de colons.
En 1684, le fort est le site d'une séance de négociation entre le gouverneur La Barre et le chef iroquois la Grangula, dont rend compte Lahontan, alors jeune militaire. 
En 1758, lors de la guerre de Sept Ans, le fort est pris et détruit par les Britanniques. La bataille de Fort Frontenac oppose une force de 150 soldats français, à une armée de 3 000 soldats anglais.

### Arrivée des Loyalistes
La ville est rétablie en 1784 comme camp de réfugiés pour les loyalistes britanniques fuyant la révolution américaine afin de se maintenir dans l'Empire.
La nation Mohawk des Six Nations Iroquois de New York (dirigée par Molly Brant) formait également une partie significative de la population locale à la fin du XVIIIe siècle. La communauté qui s’appelle maintenant Cataraqui, du nom amérindien original « Kateracoui » des Mississaugas, se trouve à l'ouest de Kingston.
Kingston sert alors de base pour la flotte navale britannique de l’est de la Région des Grands Lacs, qui livrait une féroce concurrence à la flotte américaine basée à Sackets Harbor (New York) pour le contrôle du lac Ontario. Après la guerre, la Grande-Bretagne construit le Fort Henry et une série de tours Martello pour protéger l'entrée du canal Rideau contre une invasion américaine.
Lors de la proclamation de l'Acte d'Union en 1840, Kingston est choisie comme future capitale du Canada uni. La première Assemblée législative de la province du Canada y siège du 14 juin au 18 septembre 1841. Toutefois, dès le 8 septembre 1842, l'Assemblée déclare la ville impropre à servir de siège au gouvernement et choisit alors Montréal comme capitale, où le gouvernement s'installe de 1844 à 1849, pour ensuite déménager à Toronto (1849-1851), puis à Québec (1851-1859) et enfin à Ottawa. La Confédération sera votée en 1867.
Kingston est la ville d'adoption du premier Premier ministre du Canada, Sir John A. Macdonald, qui y est enterré.
Kingston reçoit sa charte de ville le 18 mai 1846.

## Économie
La population des districts les plus fertiles de l'Ontario, à l'ouest de Kingston quadruple entre 1838 et 1851 et les surfaces cultivées augmentent encore plus. La région est d'abord pénalisée quand le marché du blé s'effondre en 1834-1835 lors d'une crise de surproduction amplifiée par la spéculation: le boisseau se vend 35 cents, sous son coût de production (40 à 50 cents), et trois fois moins que quelques années avant. Le prix de la terre est divisé par quatre, la dépression et les mauvaises récoltes ravagent de nombreuses régions nouvellement peuplées dans les années 1830. Le Québec, dont la production a aussi baissé, doit s'approvisionner en Europe et l'Ontario exporte ensuite vers les États-Unis quand ses récoltes rebondissent en 1838, en profitant de la navigation toute l'année sur le Lac Ontario. Cette évolution conduit l'Angleterre à réduire les taxes sur le blé canadien en 1842 et les Québécois à creuser le canal de Lachine, qui permet d’éviter les Rapides de Lachine, zone-clé de la voie maritime du Saint-Laurent. Cette voie d'exportation des blés est cependant bloquée par les glaces l'hiver, période où va servir le silo élévateur à grain inventé en 1842 à Buffalo (New York) par Joseph Dart.
Aux XIXe et XXe siècles, Kingston était un port important des grands lacs et un centre de construction navale et de locomotives. Cette industrie lourde s'étant éteinte dans la deuxième moitié du XXe siècle, les emplois y sont désormais principalement dans les secteurs gouvernementaux, notamment dans le domaine correctionnel, éducatif, militaire et tertiaire. On trouve de plus à Kingston plusieurs sites industriels d'importance, dont DuPont et Bombardier.

## Personnalités

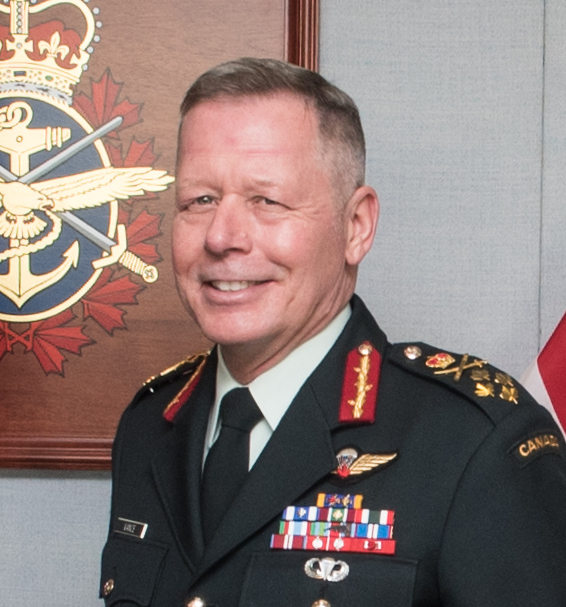
Le général Jonathan Vance.

- Bryan Adams, chanteur de rock y est né en 1959.
- Bryan Allen, joueur de hockey évoluant avec les Ducks d'Anaheim
- Doug Gilmour, joueur de hockey retraité.
- Gord Downie, chanteur principal du groupe rock The Tragically Hip, né en 1964.
- Jean-Philippe Leguellec, biathlète canadien est natif de Kingston.
- Jessamyn Rodriguez, née en 1976, entrepreneuse sociale.
- Jimmy Hayward, réalisateur, animateur et scénariste ayant travaillé pour Pixar Animation Studios et Blue Sky Studios
- Jonathan Vance, chef d'État-Major de la Défense du Canada
- Mickey Blake, joueur de hockey
- Molly Brant
- Simon Whitfield (1975-), champion olympique de triathlon en 2000.
- Thomas Carty, joueur de hockey sur glace, y est né en 1942.
- Thomas Horace Mac Guire (1849-1923), homme de loi, né à Kingston.
- Will Kymlicka, philosophe canadien, Queen's University

## Médias
- Le Kingston Whig-Standard, fondé en 1834, a été publié sans interruption et est le plus ancien journal du Canada. La ville compte de nombreuses stations de radio ainsi qu'une succursale de la CBC Television.